# Мексиканская декларация
Мексиканская декларация (исп. Declaración de México) является вторым основным доктринальным документом в области государственного контроля и государственного аудита.
Он принимает восемь основных принципов, вытекающих из Лимской декларации и решений, принятых на XVII Конгрессе ИНТОСАИ (состоявшихся в Сеуле, Корея) в качестве необходимых условий для надлежащего проведения аудита государственного сектора. Он был принят в ноябре 2007 года на XIX Конгрессе ИНТОСАИ в Мексике.
Основная цель декларации Мексики заключается в обеспечении независимости высших аудиторских учреждений.
Декларация называется «Мексиканская декларация о независимости высших органов аудита».